# 1890 en musique
| \| • Retour à la chronologie générale de la musique populaire • \| |
| XXIe siècle • XXe siècle • XIXe siècle • XVIIIe siècle XVIIe siècle • XVIe siècle • XVe siècle • XIVe siècle XIIIe siècle • XIIe siècle • XIe siècle • Xe siècle IXe siècle • VIIIe siècle • Haut Moyen Âge • Rome • Grèce |
| • Retour à la chronologie générale de la musique populaire • |

| • Retour à la chronologie générale de la musique populaire • |

| Années de la musique populaire : 1887 - 1888 - 1889 - 1890 - 1891 - 1892 - 1893    |
| Décennies de la musique populaire : 1860 - 1870 - 1880 - 1890 - 1900 - 1910 - 1920 |

## Événements et œuvres
- Création et succès de la chanson romaine Feste di maggio, paroles de Giggi Zanazzo, musique d'Antonio Cosattini[1].
- Le mouvement musical highlife est attesté à la fin du siècle en pays Fanti (Gold Coast).
- Création de l'orgue de Barbarie portatif.
- Paca Aguilera et Aniya la Gitana se produisent au Café Chinitas de Malaga, haut lieu du flamenco[2].
- Création à New York du magazine musical hebdomadaire The Music Trade, toujours en activité aujourd'hui[3].
- L'United States Marine Band enregistre The Washington Post March[4], The Thunderer et Semper fidelis pour la Columbia Phonograph Company[5].

## Publications
- Anatole Le Braz et François-Marie Luzel, Soniou Breiz-Izel : chansons populaires de la Basse-Bretagne, Paris, E. Bouillon[6].
- Maurice Mac-Nab, Chansons du Chat noir, musique nouvelle ou harmonisée par Camille Baron, Paris, Henri Heugel (publication posthume)[7].
- Édouard Moullé et Maurice Donnay, Cinquante chants populaires recueillis dans la Haute-Normandie et harmonisés par Édouard Moullé. Textes revus et corrigés par Maurice Donnay, Paris, Édouard Moullé, 1890, 214 p.

## Naissances

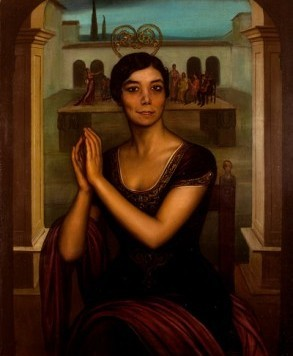
Julio Romero de Torres, La Niña de los Peines, huile sur toile, 1917-1918.

- 1er janvier : Charley Jordan, chanteur et guitariste de blues américain, mort en 1954.
- 13 janvier : Steve Brown, contrebassiste et tubiste de jazz américain, mort en 1965.
- 10 février : Pastora Pavón Cruz dite La Niña de los Peines, cantaora chanteuse de flamenco espagnole, morte en 1969.
- 10 mars : Gaston Ouvrard, dit Ouvrard, auteur-compositeur-interprète comique français, mort en 1981.
- 28 mars : Paul Whiteman, chef d'orchestre américain de jazz et de variétés, mort en 1967.
- 17 avril : 
  - Gussie Mueller, musicien américain, clarinettiste de jazz, mort en 1965.
  - Johnny Saint-Cyr, guitariste et banjoïste de jazz américain, mort en 1966.
- 30 avril : Paul Yorel, chansonnier et journaliste français, mort en 1951.
- 23 mai : Cecil Duane Crabb, compositeur américain de musique ragtime († 27 avril 1953).
- 29 mai : Charlie Alexander, pianiste de jazz américain, mort en 1970.
- 4 juin : Jay Roberts, compositeur américain de musique ragtime († 25 septembre 1945).
- 10 juin : Charles Marchand, chanteur canadien québécois, interprète de chansons folkloriques et auteur de chansons originales d'inspiration populaire, mort en 1930.
- 25 juillet : Robert Hampton, pianiste et compositeur américain de musique ragtime († 28 juillet 1932).
- 27 juillet : Freddie Keppard, cornettiste de jazz et chef d'orchestre américain, mort en 1933.
- 8 août : Lucian P. Gibson, pianiste et compositeur américain de musique ragtime († 28 août 1959).
- 20 octobre : Jelly Roll Morton, pianiste et chanteur de jazz américain, mort en 1941.
- 2 décembre : Fate Marable, pianiste et chef d'orchestre de jazz américain, mort en 1947.
- 11 décembre : Carlos Gardel, chanteur-compositeur de tango, mort en 1935.
- 30 décembre : Charlie Creath, trompettiste, saxophoniste, accordéoniste et chef d'orchestre de jazz américain, mort en 1951.
- Date précise inconnue :
  - vers 1890 : Johnny Stein, batteur et chef d'orchestre de jazz américain, fondateur du Stein’s Dixie Jass Band, mort en 1962.

## Décès
- 9 février : Edmond Lhuillier, compositeur et chansonnier français († novembre 1803).